# Fitosociología
La fitosociología es una disciplina, dentro de las Ciencias de la Vegetación que se inscribe en el marco de la teoría de las fitocenosis. También llamada fitocenología o sociología vegetal, es el estudio de grupos de especies de plantas que generalmente se encuentran juntas y que son el producto de ciertas condiciones, presentes y pasadas, y pueden existir solo cuando se cumplen tales condiciones. Es una corriente de desarrollo importante dentro de la Geobotánica para la interpretación de los paisajes vegetales. Su objetivo es la descripción empírica de las especies vegetales que pueblan un determinado ambiente y permite  detectar cambios anormales. Es importante para proteger la biodiversidad.
El término «fitosociología» fue acuñado por Józef Paczoski en 1896. El término «fitocoenología» fue acuñado por Helmut Gams en 1918. Mientras que la terminología «fitocenosis» se hizo más popular en Francia, Suiza, Alemania y la Unión Soviética, el término «fitosociología» siguió utilizándose en algunos países europeos.
La fitosociología es un refinamiento adicional de la fitogeografía introducido por Alexander von Humboldt a principios del siglo XIX. Paralelamente existe una ciencia similar a la fitosociología, la zoosociología, en la cual se estudia a las comunidades de animales. Ambas son subsistemas de la biocenosis.

## Origen
La fitosociología surge en el sur de Europa, a través de numerosas ideas que se plasman en la práctica a partir de los trabajos de Braun-Blanquet. Esta escuela, que enfoca el estudio de la vegetación a través del reconocimiento de comunidades vegetales, se caracteriza por centrarse en la composición florística de dichas comunidades, haciendo especial énfasis en las especies de diagnóstico, entendiendo por tales a aquellas que son más sensibles a las características del medio y por tanto resultan mejores indicadores. Son precisamente estas especies de diagnóstico las que se usan para organizar las comunidades en una clasificación formal jerárquica.
En los Estados Unidos, este concepto ha sido rechazado en gran medida a favor de un estudio más individualista de los ambientes relacionados con las especies, donde ciertas asociaciones de plantas ocurren al azar en función de las preferencias individuales y las respuestas a los gradientes, y no existen límites definidos entre las fitocoenosis. La terminología «comunidad de plantas» se usa habitual en EE. UU. para un hábitat compuesto por varias especies de plantas específicas.

## Unidades fitosociológicas
La fitosociología se ocupa del estudio de la composición, la distribución, las características y las interrelaciones de las especies vegetales que viven en comunidades de plantas.
Tiene utilidad en muchos campos actuales y es la metodología que se usa para la actual cartografía detallada de hábitats prioritarios. Las unidades fitosociológicas son de gran interés para entender la variación de la cubierta vegetal y poder aplicar estrategias de conservación a un territorio dado. En Europa se ha desarrollado un sistema de clasificación completo para describir los tipos de vegetación que se encuentran en todo el continente. Se utiliza como clasificación de tipos de hábitat en la red NATURA 2000 y en la legislación de la Directiva Hábitats.
Esta ciencia sintética basada en observaciones de campo que consiste en un conteo de especies de plantas presentes en un hábitat determinado (llamado «estación») caracterizado por su suelo, su clima, su microclima (condiciones locales de temperatura, humedad, insolación, etc.), las especies animales que allí habitan, la influencia humana y sus actividades pasadas o presentes.
Cada hábitat y su vegetación se caracterizan así según una «cuadrícula» muy precisa para luego realizar análisis comparativos entre las poblaciones de los diferentes ambientes para establecer correlaciones y tratar de entender cómo se agrupan las especies vegetales (hablamos de comunidad o asociación). Esquemáticamente, la asociación es a la fitosociología lo que la especie es a la botánica: una unidad de estudio.

## Trabajo fitosociológico
En el trabajo fitosociológico hay que distinguir entre comunidades vegetales concretas (fitocenosis), es decir, manchas de vegetación consideradas homogéneas y que son objeto de muestreo, de clases o tipos abstractos de comunidades (sintaxones), resultado del análisis de numerosas unidades muestrales y la abstracción a partir de ellas de las asociaciones.

### Estadística
Recientemente se han incorporado muestreos en fitosociología con base estadística. Entre ellos, son comunes los muestreos estratificados en función de los principales factores ambientales (climáticos o pisos de vegetación, geomorfología, litología, etc.); las unidades muestrales consisten en un listado de las especies presentes en la parcela de estudio con información sobre su abundancia-dominancia y todos los aspectos ambientales y antrópicos que puedan recogerse como información apropiada para la posterior interpretación de las mismas. Estas unidades estudiadas según la metodología fitosociológica se denominan inventarios de vegetación en castellano, pero en una perspectiva internacional se acepta para nombrarlas la palabra francesa relevé.

### Inventarios
Los inventarios se comparan a través de algoritmos de clasificación o de ordenación, o de manera informal, para definir a partir de ellos (por semejanzas florísticas y por la presencia o ausencia de especies diagnósticas) los sintaxones, que son, por una parte, las unidades elementales (asociaciones), y por otra las de rango superior (alianzas, órdenes y clases) en que las primeras se agrupan, o las de rango inferior (subasociaciones y variantes) en que se subdividen. Las asociaciones y sintaxones de otros rangos reciben una denominación formal en latín, a semejanza de lo que desde Linneo se hace con los taxones en que se agrupan los organismos.